# Gasteinertal

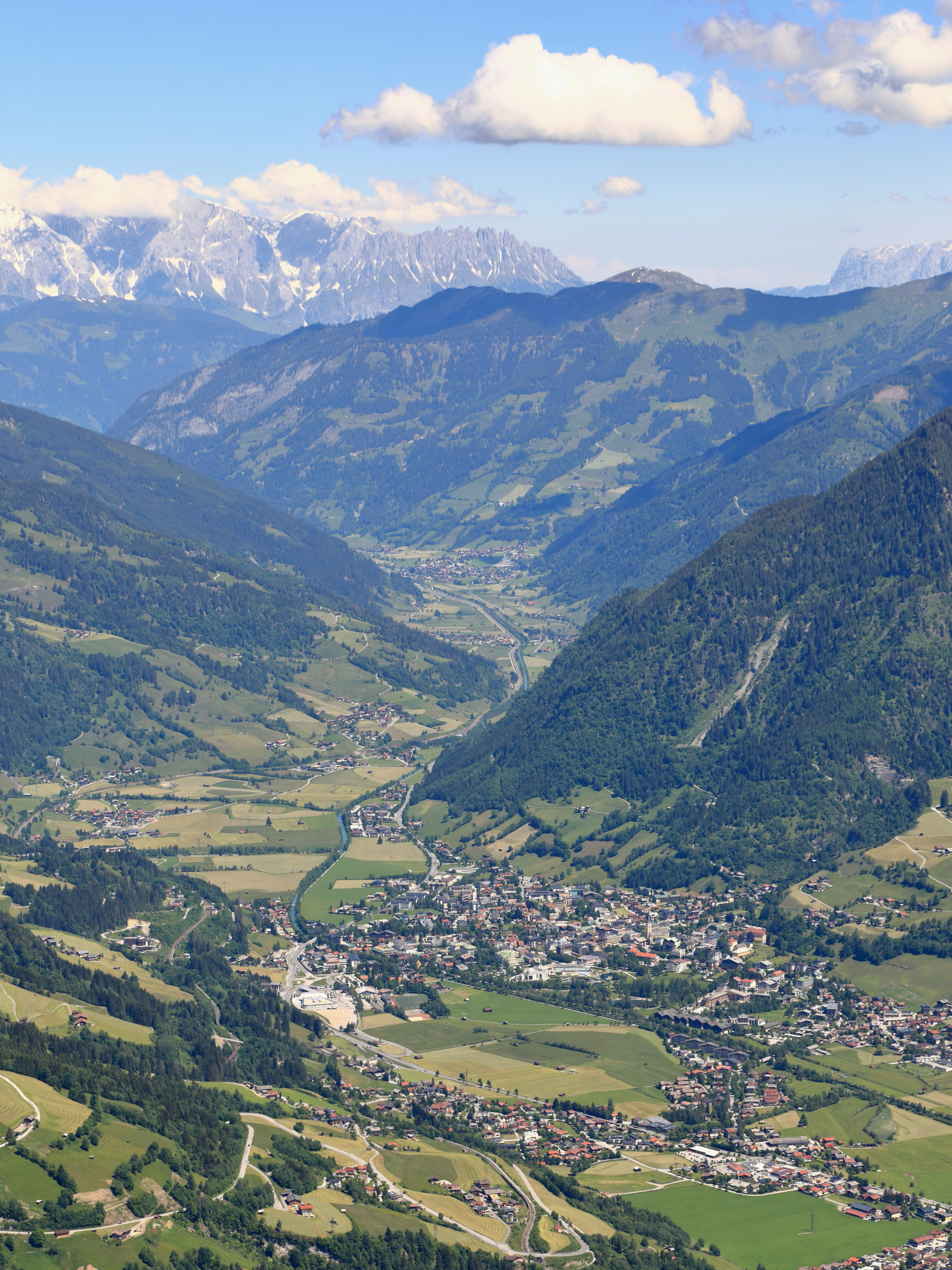
Blick vom Stubnerkogel Richtung Norden auf das Gasteinertal mit der Marktgemeinde Bad Hofgastein im Vordergrund, im Talhintergrund Dorfgastein und links im Bildhintergrund das Hochkönig-Massiv

Das Gasteinertal [ɡasˈtaɪ̯nɐtaːl], selten auch Gasteiner Tal, ist ein 40 km langes Tal im Pongau im Bundesland Salzburg in Österreich und wird von der Gasteiner Ache durchzogen. In dem zu Bad Gastein gehörenden Ortsteil Böckstein laufen das sich aus dem Südwesten erstreckende Naßfelder Tal und das sich aus dem Osten erstreckende Tal des Anlaufbachs zusammen. Im Naßfelder Tal liegt auf 1589 m Seehöhe der in den 1980er Jahren etablierte Skiort Naßfeld-Sportgastein. Nördlich mündet das Gasteiner Tal bei Lend in das sich öffnende Salzachtal.
Befahren werden kann das Tal aus Richtung Süden ausschließlich durch den Tauerntunnel der Tauernbahn, dessen Eingang auf Salzburger Seite sich in Böckstein befindet und der das Gasteinertal mit dem Seebachtal in Kärnten verbindet, sowie durch den Klammsteintunnel im Norden des Tales, der sich gegen das Salzachtal öffnet.

## Gemeinden

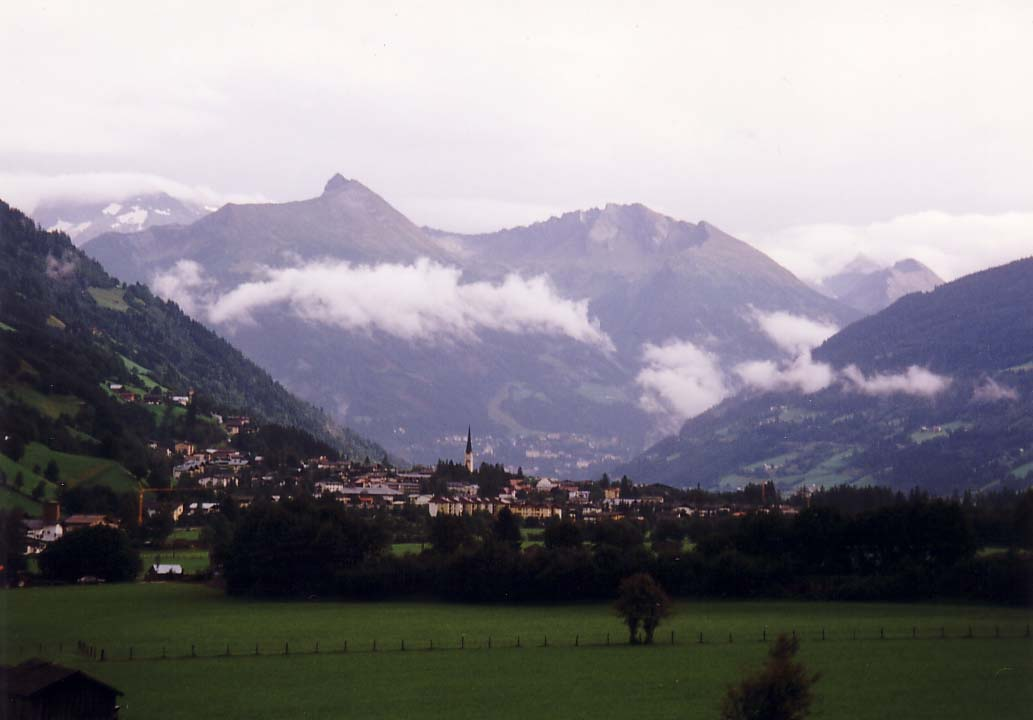
Blick vom Ortsteil Laderding in Richtung Süden auf Bad Hofgastein. Im Hintergrund das Radhausbergmassiv

Seit alters her war das Gasteinertal verwaltungsmäßig ein eigenständiges Pfleggericht und wurde erst mit der endgültigen Einrichtung der Bezirkshauptmannschaft St. Johann im Jahr 1868 mit dem eigentlichen Pongau verbunden. Der Gerichtssprengel Gastein überdauerte bis in die Zeit der Zweiten Republik und wurde erst in den 1990er-Jahren endgültig aufgelöst.
Die drei Gemeinden des Gasteinertals sind Bad Gastein, Bad Hofgastein und Dorfgastein. Daneben finden sich mehrere jeweils einem der drei Hauptorte angehörige Ortsteile, deren bekanntester aufgrund des Goldbergbaus sowie des Eisenbahn-Tauerntunnels der Bad Gasteiner Ortsteil Böckstein am südlichen Ende des Tales ist. Weitere bekannte Ortsteile sind Klammstein (Burgruine Klammstein) in Dorfgastein, Lafen (Snow Jazz Gastein) in Hofgastein, Kötschachtal (Hotelanlage Grüner Baum), Kötschachdorf (Hotelanlagen, Golfplatz) und Bad Bruck (Friedhof) in Bad Gastein.

## Geschichte

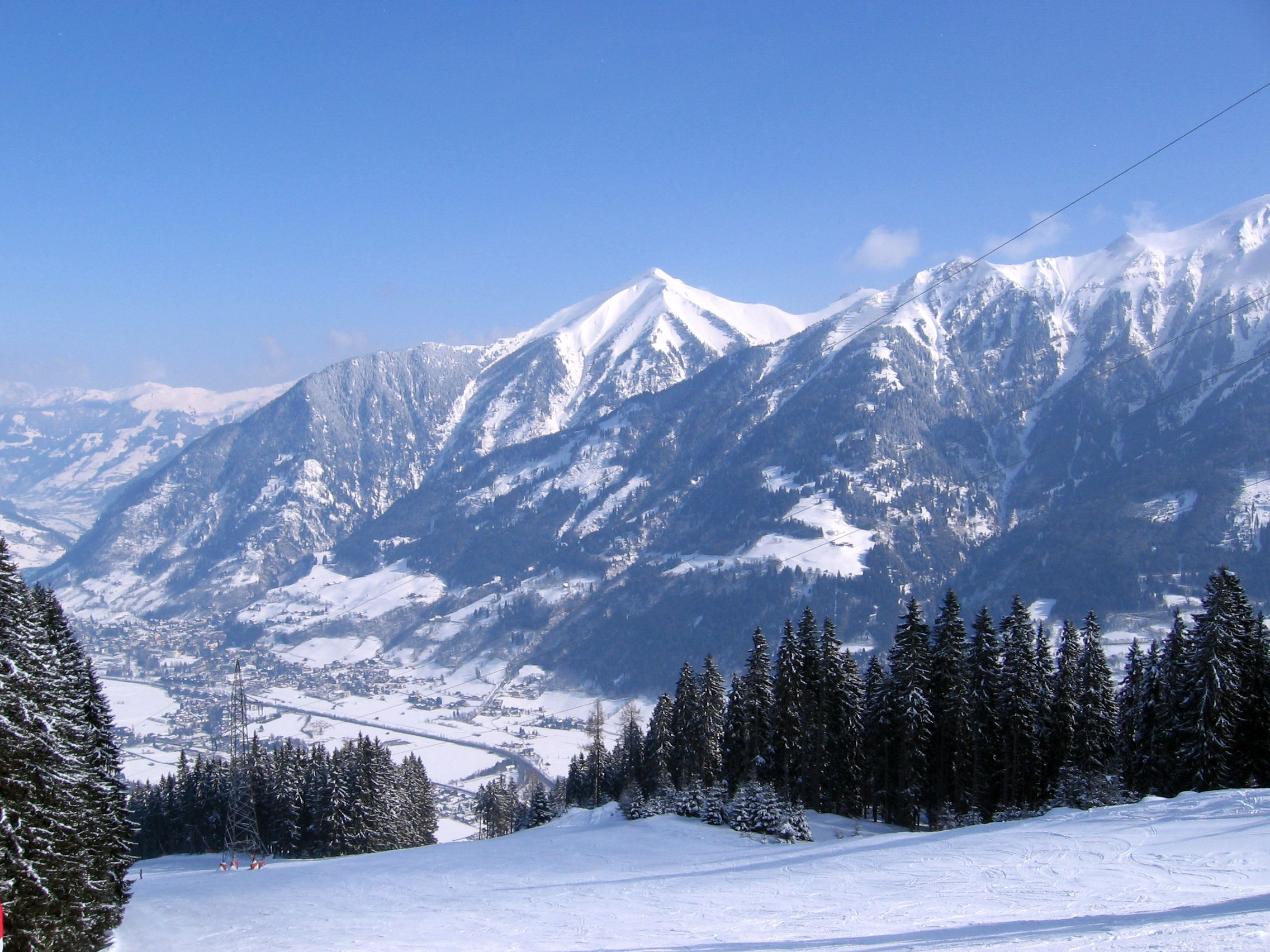
Winterliches Bad Hofgastein gegen Norden

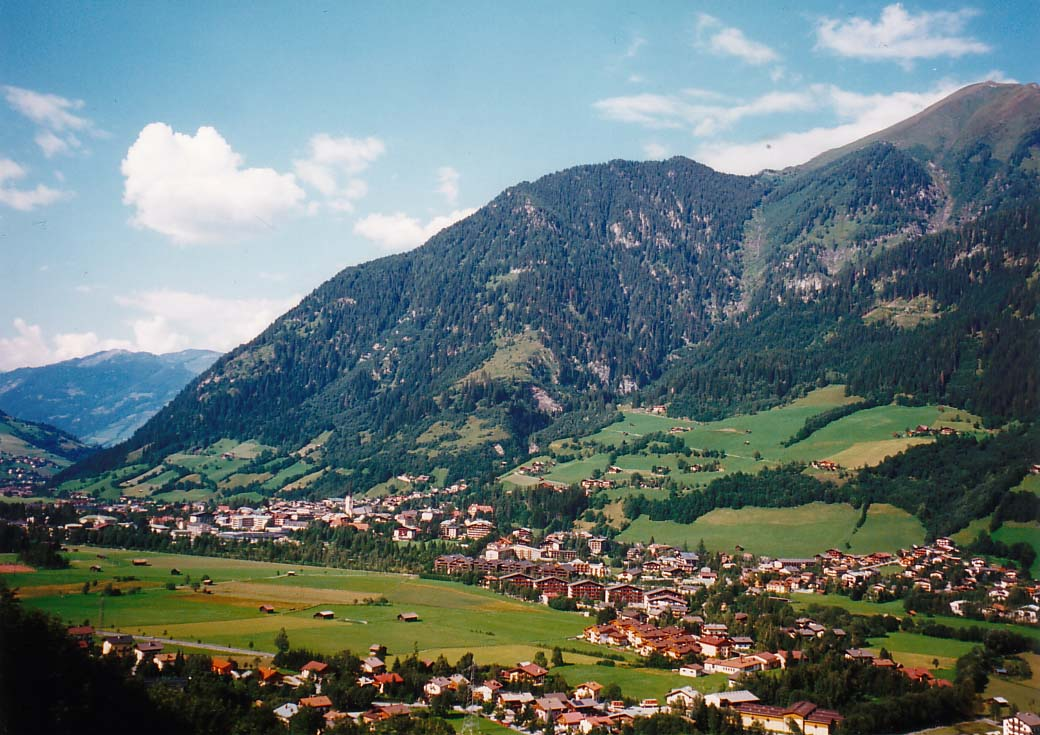
Blick vom erhöhten Ortsteil Anger am Angertal auf Bad Hofgastein in Richtung Norden. Im Vordergrund gelegen der Ortsteil Hundsdorf; im Hintergrund der Hauptort mit Kirche

Die erste urkundliche Erwähnung Gasteins datiert etwa aus dem Jahr 963 und lautete Gastuna. Nach einer (von mehreren) Thesen geht dieser Name auf indogermanische Sprachwurzeln zurück und bedeutet etwa „graubrauner Fluss“.
Das Gasteinertal – früher und im Dialekt der einheimischen Bevölkerung teilweise heute noch gebräuchlich Die Gastein – ist das größte Seitental der Salzach und wurde bereits in keltischer und römischer Zeit begangen und mit großer Wahrscheinlichkeit auch dünn besiedelt. Eine systematische Urbarmachung des Tales setzte jedoch erst im 9. Jahrhundert vor allem durch bairische Siedler ein. Das Tal gehörte dem Stammesgeschlecht der Peilsteiner, einer Nebenlinie der Sieghardinger, an und fiel nach dessen Aussterben im Jahr 1218 an die Herzöge von Bayern. Diese verkauften 1297 das damals Provincia Castuna benannte Gebiet an das Erzstift Salzburg. Nach der Säkularisation des Erzstiftes kam das Gasteinertal als Teil des neu gebildeten Landes Salzburg zu Österreich.

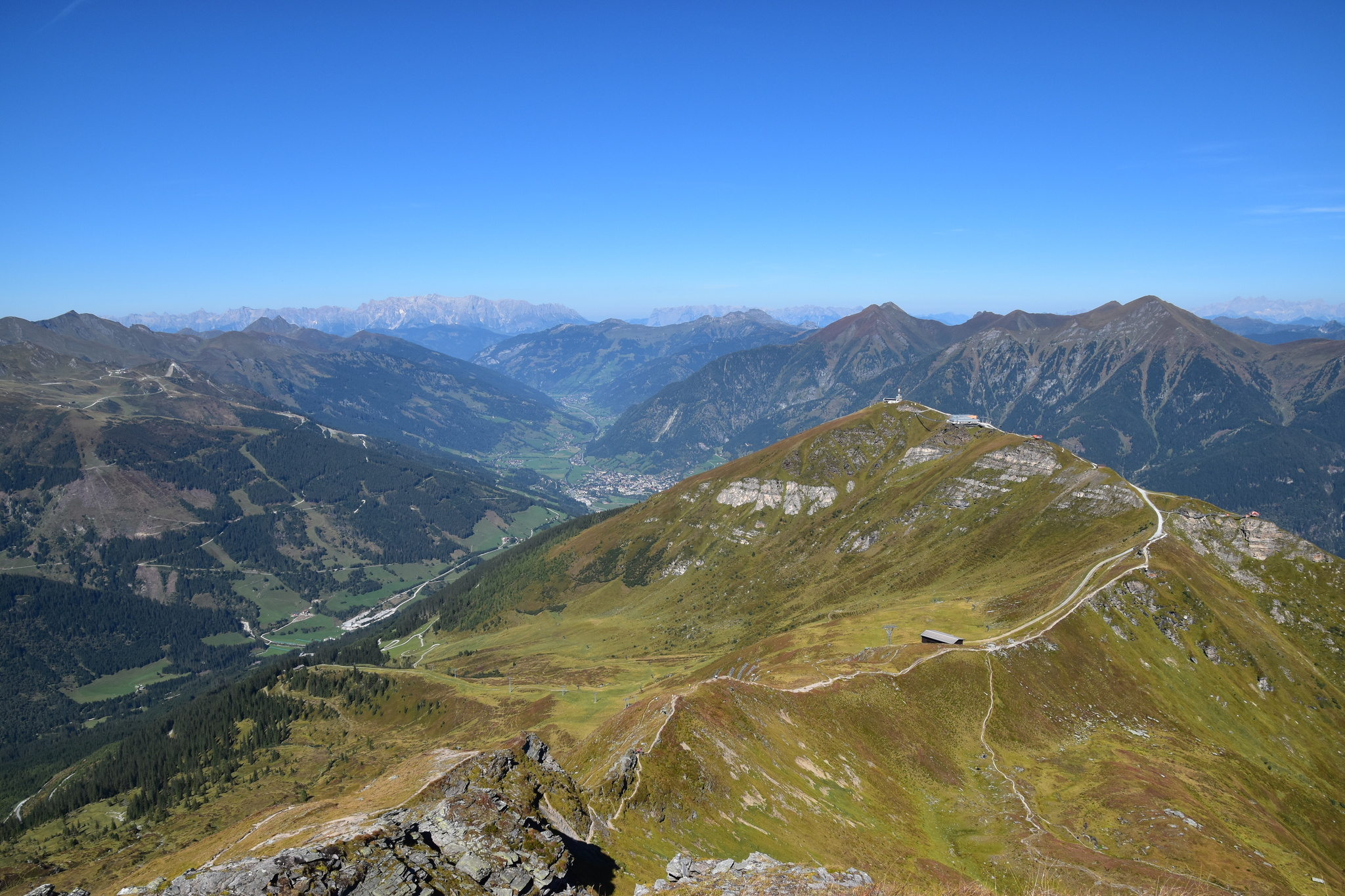
Das Gasteinertal, Blick vom Zitterauer Tisch nach Norden

Die Entwicklung des in sich abgeschlossenen Tales, das bis in das 20. Jahrhundert nur über Bergwege und eine schmale Straße durch die Gasteiner Klamm zu erreichen war, wurde im Laufe der Geschichte vor allem durch die alpine Landwirtschaft, das Badewesen und den Bergbau bestimmt. Die Entwicklung der Landwirtschaft lief parallel mit jener der umgebenden Tauerntäler und weist als einzige Besonderheit eine frühe extensive Vieh- und Weidewirtschaft, die bis in die höchsten Almregionen betrieben wurde und im 13. und 14. Jahrhundert ihren Höhepunkt erreichte, auf. Der erste Hinweis auf die Nutzung der bekannten Gasteiner Heilquellen findet sich bereits in dem aus dem Jahr 1230 stammenden Badegedicht „Die Graserin in der Gastein“ des für die mittelhochdeutsche Literatur bedeutsamen Dichters Neidhart von Reuental. Die älteste sichere Darstellung einer medizinischen Nutzung des Heilwassers stammt aus dem Jahr 1350.
Im Laufe der Geschichte und vor allem durch die Entwicklung zum Kur- und Badeort wurde das Gasteinertal von vielen berühmten Gästen besucht. Dazu gehören unter anderem Kaiser Friedrich III. im 15. Jahrhundert und der bekannte Arzt Paracelsus im 16. Jahrhundert. Die bekanntesten Gäste des 19. Jahrhunderts waren Kaiser Franz Josef und Kaiserin Elisabeth von Österreich sowie Kaiser Wilhelm von Deutschland und Fürst Bismarck.
Die ersten wesentlichen Impulse zur Entwicklung des modernen Alpinismus gab Erzherzog Johann, dessen Initiative u. a. die hochalpine Schutzhütte am Gipfel des Gamskarkogels zu verdanken ist. Ein weiterer Markstein in der Geschichte Gasteins war 1904 der Nachweis von Radongas im Gasteiner Thermalwasser durch die bekannte Chemikerin und Physikerin Marie Curie. Mit der Fertigstellung der Tauernbahn im Jahr 1909 setzte allmählich der Massentourismus ein, der sich bis Mitte der 1930er Jahre ausschließlich noch auf die Sommermonate beschränkte. Einen wesentlichen Impuls für den Wintertourismus stellten die Alpinen Skiweltmeisterschaften 1958 in Badgastein (damalige Schreibweise) dar. Ab diesem Zeitpunkt war das Gasteinertal auch als Zwei-Saisonen-Ort etabliert.

## Verkehr
Das Tal ist über die Bundesstraße 167 an den Straßenverkehr angebunden. Sie tritt über den Klammtunnel von Norden aus ins Gasteinertal ein und verläuft bis zu ihrem südlichen Ende in Böckstein (wo sich außerdem eine Verladestation für Autozüge befindet) entlang der Gasteiner Ache, vorbei an Dorfgastein, Bad Hofgastein und Bad Gastein.
Außerdem führt die Nordrampe der Tauernbahn als wichtige Achse des transalpinen Schienenverkehrs durch das Gasteinertal. Züge des internationalen Fernverkehrs machen halt in Dorfgastein, Bad Hofgastein und Bad Gastein und begünstigen damit die touristische Anbindung der Region. Historisch gesehen lag die Strecke auf dem Weg der italienischen und griechischen Gastarbeiter nach Deutschland, und auch heute verlaufen über diese Strecke Eisenbahnlinien von Deutschland nach Venetien und in den Balkan.

## Geologie
Das Gasteinertal wurzelt im vergletscherten Hauptkamm der Hohen Tauern (Ankogelgruppe und Goldberggruppe), von deren Seitenkämmen es flankiert wird. Geformt wurde es maßgeblich vom eiszeitlichen Gasteiner Gletscher, der beim Talausgang vom widerstandsfähigen „Klammkalk“-Riegel abgelenkt wurde. Die Gasteiner Ache durchschnitt diesen und bildete die Gasteiner Klamm. Der sich langsam nach Norden bewegende Gletscher füllte zur Zeit seines Höchststandes das ganze Tal aus. Seine Höhe betrug, von der heutigen Talsohle aus gemessen, über 1.000 m. Riesige erratische Blöcke, aus dem Gestein der innersten Tauerngipfel bestehend, wurden bis zum Talausgang befördert und sind dort heute noch vereinzelt anzutreffen.